# 메건 홀더
메건 홀더(Meagan Holder, 1984년 10월 3일 ~ )는 미국의 배우이다.
로스앤젤레스에서 태어났다.

## 출연 작품

### 영화
- 브링 잇 온 5 (2009)
- 유 어게인 (2010)
- 더 샌드 (2015)
- 옐로우 데이 (2015, Yellow Day)

### 텔레비전
- 메이크 잇 오어 브레이크 잇 (2011) - 다비 역
- RINGER (2011-12)
- Pitch (2016)